# Arrondissement Montmorency
Montmorency is een voormalig arrondissement van het Franse departement Val-d'Oise in de regio Île-de-France. Bij de oprichting van het arrondissement op 7 november 1962, toen nog als onderdeel van het departement Seine-et-Oise, werd de onderprefectuur gevestigd in Montmorency en droeg het arrondissement ook deze naam. In 2000 werd de onderprefectuur overgebracht naar Sarcelles dat vanaf dan ook zijn naam gaf aan het arrondissement.

## Kantons
Het arrondissement was samengesteld uit de volgende kantons:
- Kanton Domont - vanaf 1967
- Kanton Écouen - vanaf 1962
- Kanton Enghien-les-Bains - vanaf 1964
- Kanton Garges-lès-Gonesse-Est - vanaf 1967
- Kanton Garges-lès-Gonesse-Ouest - vanaf 1967
- Kanton Gonesse - vanaf 1962
- Kanton Goussainville - vanaf 1967
- Kanton Luzarches - vanaf 1962
- Kanton Montmorency - vanaf 1962
- Kanton Saint-Gratien - vanaf 1967
- Kanton Sarcelles-Nord-Est - vanaf 1964
- Kanton Sarcelles-Sud-Ouest - vanaf 1964
- Kanton Soisy-sous-Montmorency - vanaf 1967
- Kanton Viarmes - vanaf 1967
- Kanton Villiers-le-Bel - vanaf 1967